# Korpisaari (ö i Viitasaari, Vuosjärvi)
Korpisaari är en liten ö i Finland. Den ligger i sjön Vuosjärvi och i kommunen Viitasaari i den ekonomiska regionen  Saarijärvi-Viitasaari och landskapet Mellersta Finland, i den centrala delen av landet, 300 km norr om huvudstaden Helsingfors. Öns area är 23,2 hektar och dess största längd är 1,1 kilometer i nord-sydlig riktning.